# Fiesta de La Vaquilla (Fresnedillas de la Oliva)
La Fiesta de «La Vaquilla» en honor a San Sebastián, de Fresnedillas de la Oliva (Madrid), es una celebración invernal que tiene lugar en este pueblo de la Sierra de Guadarrama. Se considera que se trata de una manifestación importante de las fratrías y otros ritos de paso ancestrales de raíz celta, y forma parte del patrimonio inmaterial de la Comunidad de Madrid, por lo que el 27 de octubre de 2015 se incoó el expediente para la declaración de bien de interés cultural, en la categoría de Hecho Cultural.
La bibliografía científica especializada señala que Fresnedillas de la Oliva es uno de los núcleos rurales del centro y norte de la península ibérica que han albergado o albergan prácticas en las que los varones se agrupan anualmente con atuendo ex-profeso en torno a una celebración litúrgica o a una ceremonia propia de invierno. En este caso se trata de una fiesta de escarnio característica del período invernal, de origen pagano pero cristianizada por la Iglesia católica mediante la vinculación a un determinado santo, en este caso, San Sebastián, celebrado el 20 de enero.
Sus inicios y antecedentes son difíciles de determinar, dada la carencia de documentación histórica existente. Se menciona por tradición oral, ya convertida en leyenda popular, que Felipe II viajó desde El Escorial a Fresnedillas [cita requerida] para presenciar la celebración de dicha fiesta. De carácter etnológico, se puede decir que esta fiesta es un "rito de paso", donde los niños se convierten en mozos, pues a partir de los catorce años ya pueden participar en la fiesta. También es un "rito de iniciación", una llamada a la fertilidad dado que con los cencerros se pretende despertar al sol y llamar la atención de los espectadores, principalmente de las mozas.

## Los personajes
La vaquilla es el principal y el que da nombre a la fiesta. La representa un joven que porta sobre los hombros a la vaquilla, representación tosca y esquemática de una vaca realizada a partir de un armazón de madera en forma de horquilla.
El alcalde y el alguacil representan simbólicamente estos cargos, y constituyen la autoridad. Visten traje y llevan unos característicos sombreros, de gran vistosidad.
El escribano y la hilandera son los personajes grotescos de la celebración. Forman matrimonio, aunque ambos son hombres, y sus atuendos son extravagantes y destartalados, para dar un aire cómico.
Los judíos o motilones representan al pueblo. Son un grupo de jóvenes solteros cuyo número oscila cada año y se encargan de evitar que la vaca se escape. Su indumentaria da un gran colorido a la fiesta. Visten monos floreados, llevan una honda, pañuelo al cuello, gorro militar y grandes cencerros a la espalda, llamados zumbas.

## Desarrollo del ritual
La fiesta se desarrolla durante varios días. Los prolegómenos comienzan el 7 de enero, cuando los niños menores de catorce años se sortean los mismos personajes y salen todas las tardes tocando los cencerros por las calles y encrucijadas haciendo pequeñas hogueras al acabar de tocar para secarse el sudor.
La parte más relevante del rito corresponde a los mozos solteros el día 20 de enero, coincidiendo con la festividad de San Sebastián, copatrón de la localidad.
A medianoche se reúnen los judíos en la plaza con sus zumbas y comienzan a dar vueltas alrededor de la misma con el atronador sonido de sus instrumentos. Sobre la una de la madrugada traen el carro y lo instalan en la plaza del pueblo, lugar donde se celebrará la fiesta, acompañados por la gente del pueblo. Al amanecer salen a correr el aguardiente, y asaltan a los vecinos para que les paguen este licor. A las diez de la mañana se tocan las Ave Marías, señal que indica que todos los vecinos pueden andar libremente por las calles. Se suelta la vaquilla por primera vez, y acompañada por los jJudíos, emprende las carreras.
Después de desayunar, la vaca y los judíos van a buscar al Alcalde y al Alguacil y al propio alcalde del municipio, dirigiéndose en comitiva a la iglesia. Tras una carrera de la vaca y los judíos alrededor de la iglesia entran en la misma desprovistos del armazón y de los cencerros en señal de respeto. A las doce de mediodía se celebra la misa. Acabada la misa, los judíos se colocan nuevamente las zumbas. Mientras tanto, se pone en marcha la procesión. El alcalde y el alguacil acompañan a la imagen de San Sebastián llevada por los anderos. La procesión transcurre por las calles del pueblo, mientras la vaca dirige y marca el paso de los Judíos, que salen y entran de la procesión corriendo rápidamente hacia la imagen y lanzando tres veces tres «vivas» al santo. La procesión continúa hasta la iglesia donde concluye la celebración religiosa.
A continuación, todos los participantes van a la plaza, sucediéndose las carreras y las persecuciones vertiginosas. Cada cornada es festejada por los judíos. A las catorce horas guardan las zumbas y el armazón de la vaquilla y marchan emparejados a comer. A las dieciséis horas se colocan nuevamente las zumbas y el armazón, continuando las acometidas de la vaquilla. Mientras tanto el Escribano y la Hilandera piden cuentas a los forasteros asistentes por los daños que ha causado la vaquilla.
Por la tarde, los judíos dan vueltas en círculo haciendo sonar sus cencerros y se sucederán las acometidas de la vaquilla. Tras diferentes idas y venidas, muchas veces repitiendo el "número mágico" tres, el Alguacil ata con una larga cuerda a la vaquilla, y con un disparo de escopeta al aire se la espanta, la vaquilla se deshace de la cuerda y cruza toda la plaza con los Judíos detrás pero simbológicamente marca una resurrección del personaje principal. En este momento, desde el carro, una persona del pueblo recita poesías y anécdotas en tono jocoso y divertido alusivo a los habitantes del lugar. Al terminar, el alguacil vuelve a atar a la vaquilla y continúan las persecuciones. Al caer la tarde, con un nuevo tiro de escopeta al aire se mata a la vaquilla, que cae al suelo. Una vez despojada de su armazón, el mozo que lo portaba junto con los Judíos, van a la carrera a beber la sangre de la vaquilla (vino tinto) que han colocado el escribano y la hilandera en un barreño bajo el carro.
Así se da fin a la jornada principal de la fiesta. El ritual se repite el día siguiente, protagonizado por los hombres casados, en un tono más informal y humorístico. Concluye con una cena realizada por este colectivo. A la semana siguiente se celebra otra cena para los solteros o judíos. Los participantes, acompañados por una rondalla, recorren casa por casa, ofreciendo sangre de la vaquilla (un vaso de vino) a cambio de dinero. La cena es parte del ritual, y a ella asisten las autoridades del municipio. Con esta cena finaliza la fiesta hasta el año siguiente.